# Космос-861
Космос-861 је један од преко 2400 совјетских вјештачких сателита лансираних у оквиру програма Космос.
Космос-861 је лансиран са космодрома Тјуратам, Бајконур, СССР, 21. октобра 1976. Ракета-носач је поставила сателит у орбиту око планете Земље. 